# Seropédica
Seropédica est une municipalité de l'État de Rio de Janeiro au Brésil.
Sa population était estimée à 78 183 habitants en 2010 et elle s'étend sur 283,794 km2.
Elle fait partie de la Microrégion d'Itaguaí dans la Mésorégion Métropolitaine de Rio de Janeiro.
La forêt nationale de Mário Xavier s'étend sur le territoire de la municipalité.